# Шумайлов, Константин Валентинович
Константин Валентинович Шума́йлов (20 сентября 1967, Одесса, Украинская ССР, СССР) — российский рок-музыкант, клавишник рок-группы ДДТ.

## Биография
Известен по группе «Кошкин дом», лидер которой Максим Ланде был директором ДДТ. Из «Дома» Шумайлов ушёл в 1992 году, до распада команды, и присоединился к группе «Телевизор», с которой выпустил альбомы «Дым-Туман», «Живой» и «Двое». Принимал участие в записи альбомов «Армянская кислота» — группы Улицы, «На краю» — группы БекХан, «Целлулоид» и «150 миллиардов шагов» — группы «Tequilajazzz», «Не было» — группы «Разные Люди», «Булавка для бабочки» — Вадима Курылева. Олег Гончаров - «Самый лучший день», группа Great Sorrow  - «New Day Comes», «Подумаю» и «Час» - группа АЛЁNА Алёна Романова. Проект КАА,- альбом  "Самый Тихий"
С ДДТ играет с 1996 года, причём, по словам Юрия Шевчука, является одним из отцов программы «Мир Номер Ноль», ибо именно с Константином Шумайловым лидер ДДТ, ещё будучи в деревне в 1997 году, записал первую версию альбома, так называемый «Деревенский альбом».
Является также одним из инициаторов нового, индустриального звучания ДДТ. Автор ремиксов на песни ДДТ.